# Hazel Grove (circonscription britannique)
La circonscription de Hazel Grove est une circonscription située dans le Grand Manchester. Elle est représentée à la Chambre des communes du Parlement britannique depuis 2015 par William Wragg du Parti conservateur.

## Liste des députés
| Élection    | Député                  | Parti | Parti               |
| ----------- | ----------------------- | ----- | ------------------- |
| 1974 (fév.) | Michael Winstanley (en) |       | Parti libéral       |
| 1974 (oct.) | Tom Arnold (en)         |       | Parti conservateur  |
| 1997        | Andrew Stunell          |       | Libéraux-démocrates |
| 2015        | William Wragg           |       | Parti conservateur  |